# Marcellus (Michigan)
Marcellus – wieś w Stanach Zjednoczonych, w stanie Michigan, w hrabstwie Cass.